# Puente Libertador General San Martín
El Puente Libertador General San Martín es un puente carretero internacional que cruza el río Uruguay, que une Argentina y Uruguay. Une la zona de Puerto Unzué, cercana a Gualeguaychú en la provincia argentina de Entre Ríos, con Fray Bentos, capital del departamento uruguayo de Río Negro. La obra tiene una longitud total de 5365 m (4220 m en jurisdicción argentina y 1145 m en jurisdicción uruguaya) incluyendo el puente y los accesos, lo que lo convierte en el tercer puente más largo de América Latina.

## Datos técnicos
- Vano principal: 222 m de luz entre ejes de pilas.
- Altura: 45 m en el ancho del canal principal de navegación, referida al cero de Fray Bentos.[3]
- Ancho: 8,30 m de calzada, y dos veredas de 1,50 m cada una.

## Historia
El proyecto para la construcción del Puente Libertador General San Martín comenzó en 1960, a cargo de una comisión binacional, y se decidió que el mejor lugar de emplazamiento sería entre Puerto Unzué y Fray Bentos. En 1967 los dos países firmaron un acuerdo de ratificación, y en 1972 dio comienzo la construcción, avalada por el Consorcio Puente Internacional, con un costo de 21,7 millones de dólares.
Se inauguró el 16 de septiembre de 1976. Opera para uso público y con peaje.
Es el tercer puente más largo de América Latina por detrás del Puente General Rafael Urdaneta.